# Jorge Rivas
Jorge Rivas (Temperley, 18 de octubre de 1961) es un político socialista y abogado especializado en Derechos Humanos y Asuntos Constitucionales argentino. Con una larga trayectoria política, Rivas fue diputado nacional durante cuatro mandatos (1997-2005, 2009-2015). Fue Vicejefe del Gabinete de Ministros de la Nación en el gobierno del presidente Néstor Kirchner y secretario general del Partido Socialista de la Provincia de Buenos Aires.
En noviembre de 2007 recibió un fuerte golpe en la cabeza durante un asalto callejero, quedando cuadripléjico en consecuencia. Desde entonces se comunica mediante una computadora, donde redacta lo que quiere decir y luego el dispositivo tecnológico lo reproduce en voz alta.
Durante la presidencia de Alberto Fernández se desempeñó como Director Nacional de Accesibilidad, Estrategias Inclusivas y Desarrollo Sostenible en el Ministerio de Transporte de la Nación. Asimismo, es el principal referente de Unidad Socialista (ex Confederación Socialista) en el Frente de Todos. También es miembro del Consejo de Presidencia de la Asamblea Permanente por los Derechos Humanos.

## Biografía

### Primeros años
Jorge Rivas nació el 18 de octubre de 1961 en la localidad de Temperley, partido de Lomas de Zamora, provincia de Buenos Aires. En instituciones educativas de la zona cursó sus estudios primarios y secundarios. 
En 1983 se mudó a la ciudad de La Plata para estudiar Derecho en la Universidad Nacional de La Plata (UNLP), recibiéndose de abogado en 1989.  Se inició en la política universitaria en la agrupación Carlos Marx. 
Simultáneamente con su carrera desarrolló una intensa actividad política, llegando a ocupar la secretaría general de la mesa nacional de la Juventud Socialista en 1988, en el Partido Socialista, del que luego sería su secretario general en la provincia de Buenos Aires, hasta ser expulsado en 2007 por no respetar la decisión de la mayoría de los afiliados de apoyar como candidata a presidente a Elisa Carrió. Rivas y una parte de los socialistas bonaerenses votaron a favor de apoyar la candidatura de Cristina Fernández de Kirchner y se sumaron al Gobierno nacional.
En el plano académico se desempeñó como profesor adjunto de Derecho Constitucional I y II de la Universidad Nacional de Lomas de Zamora (1991-1994), fue secretario académico del Colegio de Abogados de Lomas de Zamora (1991-1997) y actuó como director del Centro para el Desarrollo de la Economía Social en América Latina (1992-1998). Es autor de diversas publicaciones tanto en materia jurídica, como política, económica y social.
En 1994 fue jefe de asesores de los convencionales nacionales constituyentes por la ciudad de Buenos Aires, Alfredo Bravo y Norberto La Porta.

### Diputado nacional (1997-2005)
Candidato a diversas postulaciones por el Partido Socialista, en 1997 fue elegido diputado de la Nación por la provincia de Buenos Aires, integrándose al cuerpo como su miembro más joven (36 años). Su candidatura fue impulsada por el maestro y militante socialista Alfredo Bravo. En 2001 fue reelecto para un segundo período durante el cual se desempeñó como presidente del bloque del Partido Socialista. 

### Vicejefe de Gabinete (2007)
En 2007, junto a Ariel Basteiro y Oscar González, se opone a la candidatura de Elisa Carrió, fundando la Confederación Socialista Argentina, compuesta por socialistas de 16 provincias, quienes estuvieron presentes en el encuentro del lanzamiento. El acto fue encabezado por el diputado nacional Jorge Rivas, ante dirigentes de todo el país, se llevó a cabo en el Hotel Bauen. En mayo de ese año fue designado Vicejefe de Gabinete del entonces presidente Néstor Kirchner, desempeñándose bajo la dirección de Alberto Fernández, quien era entonces el Jefe de Gabinete.
En octubre de 2007 se presenta a elecciones legislativas por el Frente para la Victoria, donde resulta elegido para el período 2007-2011.

### Robo, lesiones y rehabilitación
En la madrugada del martes 13 de noviembre de 2007, Rivas fue abordado por dos sujetos al dirigirse a una farmacia luego de una cena con amigos. Fue golpeado en la cara y le robaron su automóvil VW Gol Rural y su billetera. Quedó inconsciente en la vereda y fue trasladado al Hospital Gandulfo a pocas calles de allí, donde ingresó como NN y le salvaron la vida al estabilizar sus signos vitales. Notaron que tenía una herida "más punzante que cortante en el pómulo derecho", que atribuyeron a un fuerte golpe de puño con un anillo o llave, o algo que punzó el rostro, que le astilló un hueso muy pequeño de esa zona.
Al poder identificarlo la familia decidió trasladarlo a las pocas horas al Sanatorio Itoiz de Avellaneda, y deciden nuevamente a las pocas horas trasladarlo al Sanatorio Fleni, de la Ciudad de Buenos Aires. Allí los médicos decidieron ponerlo en coma farmacológico para proteger su salud, y los estudios mostraban una hemorragia en la zona del tronco encefálico. Al retirarse la inflamación que esto generaba, notaron que había dejado una lesión en la protuberancia del tronco encefálico. Al sacarlo del coma luego de muchas horas, los médicos notaron que Rivas no podía realizar ningún movimiento, solo mover los ojos arriba y hacia abajo, ni siquiera hacia los costados. 
Entonces comenzó un intenso trabajo de rehabilitación en la Clínica Fleni de Escobar, provincia de Buenos Aires, donde realizaba ejercicios desde primera hora de la mañana y nuevamente por la tarde. Allí fue recuperando de a poco movilidad principalmente en el torso y la cabeza, lo que le permitía al menos permanecer sentado en una silla de ruedas. Gracias a ese movimiento de la cabeza, con un puntero láser puesto en una vincha, podía marcar las letras en un tablero, armando palabras y frases, pudiendo volver a comunicarse mínimamente, porque antes solo contestaba por sí o por no y algunas indicaciones que le costaban mucho elaborar.
Al poco tiempo sus agresores fueron aprehendidos y juzgados. Rivas, consultado por los medios, siempre dijo que sus agresores son «víctimas del sistema». Recibieron 12,5 años y 7 años de prisión, respectivamente.

### Diputado nacional (2009-2015)
Tras un año y medio de rehabilitación, el 20 de mayo de 2009 regresó a la actividad política y juró como diputado nacional, cargo para el que había sido elegido en octubre de 2007 y que no pudo asumir debido a las lesiones sufridas noviembre de ese año (debía asumir en diciembre de 2007). Al ingresar al recinto de la Cámara de Diputados de la Nación fue ovacionado y saludado por amigos, compañeros, pares y por el expresidente de Argentina Néstor Kirchner.
En octubre de 2011, Jorge Rivas fue elegido diputado nacional por cuarta vez, en la lista del partido kirchnerista Frente para la Victoria (FPV), mandato que cumplió hasta diciembre de 2015. Integró el bloque del Frente para la Victoria y fue secretario de las comisiones de "Asuntos Constitucionales" y "Derechos Humanos y Garantías" e integró las comisiones de "Comunicaciones e Informática", "Defensa del Consumidor, del Usuario y de la Competencia", "Discapacidad", "Legislación Penal" y "Seguridad Interior".
Su actividad política está siempre ligada a iniciativas relacionadas con la plena vigencia de los derechos humanos suscribiendo tempranamente el proyecto de nulidad de las leyes llamadas de obediencia debida y punto final.
Como legislador trabajó también en temas vinculados a la calidad democrática y el control de los actos de gobierno, se pronunció contra las iniciativas de flexibilización en materia laboral y contra los reiterados abusos de las empresas privadas prestadoras de servicios públicos, y fue uno de los impulsores de la Ley de "Muerte Digna", y militó y votó por la renacionalización de empresas como Aerolíneas Argentinas e YPF, y el Matrimonio Igualitario, entre otras.
En octubre de 2012 intervino por primera vez en el congreso para expresar su posición sobre la ley que habilitaba el voto a partir de los 16 años.
Fue candidato 2015 del Socialismo dentro de la nómina del Frente para la Victoria, en la lista de aspirantes a representantes legislativos nacionales que votan los ciudadanos de la provincia de Buenos Aires.
En 2019 se casó con su pareja Dolores, con la que convivía desde 2010.

## Obras
- El rumbo: la izquierda en el proyecto nacional y popular (2015)